# 本田望結
本田 望結（ほんだ みゆ、2004年〈平成16年〉6月1日 - ）は、日本のタレント、モデル、YouTuber、女優（元子役）、歌手、フィギュアスケート選手。
京都府京都市伏見区出身。テアトルアカデミーを経て、オスカープロモーション所属。5人兄妹の4番目（三女）であり、兄はフィギュアスケート選手の本田太一、姉はフィギュアスケート選手の本田真凜。妹は子役であり、フィギュアスケーターでもある本田紗来。青森山田高等学校卒。一部報道によると、2023年4月より早稲田大学社会科学部在学中。

## 略歴

### 女優として
4歳の時に芸能界デビュー。幼少期にはテアトルアカデミーに在籍し、鈴木福と同じクラスでレッスンを受けていた。
2011年（平成23年）10月期の日本テレビ系連続ドラマ『家政婦のミタ』への出演で人気を得る。
2012年（平成24年）4月からBSフジの子供向け番組『モジーズ&YOU』にレギュラー出演をする。
2013年（平成25年）7月1日付でオスカープロモーションへ移籍。
2015年（平成27年）、9月公開の『ポプラの秋』で映画初主演。同作が第18回上海国際映画祭、第39回モントリオール世界映画祭フォーカス・オン・ワールド・シネマ部門に出品される。
2017年（平成29年）1月に放送のスペシャルドラマ『探偵少女アリサの事件簿』でドラマ初主演。

### フィギュアスケート選手として
フィギュアスケート選手の兄・本田太一の影響で3歳でスケートを始めた。
太一と姉の本田真凜、3歳下の妹の本田紗来と共に、京都醍醐FSCに通っている。
2011年（平成23年）7月に小中高生約80人が参加し開催された関西大学主催の氷の甲子園では、2回転ジャンプを決めて小学3年生以下の部で優勝。
2013年（平成25年）、第17回全日本フィギュアスケートノービス選手権大会でノービスＢ女子に出場。56.08点をマークして8位に入った。
2014年（平成26年）、近畿ブロックフィギュアスケート大会ノービスB女子において、67.19点をマークし、自身の記録を大きく更新した。2位に入り、第18回全日本フィギュアスケートノービス選手権大会への切符を手にした。本大会では51.37点に終わり、36人中の25位。
2015年（平成27年）、近畿ブロックフィギュアスケート大会ノービスA女子において74.35点をマークして4位に入り、第19回全日本フィギュアスケートノービス選手権大会に出場。77.43点をマークして自己ベストを更新し11位に入ったが、濱田美栄コーチと共に目標としていた「トップ10入り」は惜しくも逃した。
2016年（平成28年）、近畿ブロックフィギュアスケート大会ノービスA女子において最初のジャンプでの転倒から持ち直し79.68点をマークして3位に入り、4年連続で全日本フィギュアスケートノービス選手権大会に進出。第20回全日本ノービス選手権大会ではジャンプの着氷の乱れ等のミスはあったものの、86.02点を記録して同大会で自己最高位となる6位で初入賞を果たした。第39回京都府民総合体育大会・女子シングルジュニア幼年女子の部において、83.09点をマークして優勝。
2017年（平成29年）からはジュニアのカテゴリーに出場。第34回西日本ジュニア選手権大会では143.19点で総合14位。全日本フィギュアスケートジュニア選手権への初出場を決める。結果は20位（140.39点）。
2018年（平成30年）、西日本ジュニア選手権8位（150.62点）。全日本ジュニア選手権12位（147.17点）。（妹紗来は17位）
2019年（令和元年）、西日本ジュニア選手権17位（135.48点）。
2020年（令和2年）6月、プリンスホテルに所属登録。

## 人物
- 5人兄妹の4番目（三女）で、兄と姉2人（うち長女は一般人）と妹がいる[33]。6歳上の兄の太一、3歳上の姉の真凜は日本スケート連盟のフィギュアスケート強化選手（2013/2014シーズン）であり、2016年世界ジュニアフィギュアスケート選手権優勝等の実力の持ち主である。
- 足も速く、幼稚園の年少組の時に、年長組の子供達も交じった徒競走で1位になる等、自転車に乗れない以外はスポーツ万能。フィギュアの練習の一環として、ヨガ、バレエ、新体操、水泳のレッスン等の英才教育も受けている。水泳はバタフライが得意だという[15]。
- 仕事の際には自宅のある京都市伏見区から通っている[16]。
- フィギュアと女優の両立については「どちらかを嫌いになった場合には、どちらかではなく、両方辞めると決めています」との旨の発言をしている[34]。
- 2020年12月31日 - 2021年1月11日に開催された『第99回全国高等学校サッカー選手権大会』では、日本テレビ系の中継番組などで現役スポーツ選手として初となる応援マネージャーを16代目として担当する[35]。
- 母親がアスリートフードマイスターを取得しており、食事管理を任せている。「家にいて、お母さん、お父さんと食事をするのが一番楽しいです」と語っている[36]。
- 2020年4月に青森山田高等学校普通科スポーツコースに進学。同年11月3日に行われた青森県高等学校フィギュアスケート競技選手権大会の女子Aクラスで2位に入る。
- 結婚に関して「25歳くらいに結婚したいですね」[37]「初めて付き合った人と結婚したい」[38]と述べている。
- サッカーでは、広島に本店を置くエディオンのCMを長く務めている関係からサンフレッチェ広島を応援している[39]。
- プロ野球はオリックス・バファローズのファンで、2023年のリーグ優勝の瞬間を本拠地・京セラドーム大阪で観戦したほか、同年の日本シリーズではテレビ東京系列で放送された第2戦（10月29日）でベンチリポーターを担当した。

## 出演

### テレビドラマ
- 土曜ワイド劇場（テレビ朝日・朝日放送テレビ）
  - 救急救命士・牧田さおり7（2010年5月1日、テレビ朝日） - 増田奈々 役
  - 警視庁・捜査一課長（テレビ朝日） - 大岩春菜 役
    - 1（2012年7月14日）
    - 2（2013年8月3日）

  - 森村誠一の棟居刑事7（2014年2月8日、テレビ朝日） - 重松ルリ 役
  - 広域警察8（2017年1月14日、朝日放送テレビ） - 沢村百合 役
- 警視庁失踪人捜査課 第7話（2010年5月28日、朝日放送テレビ/テレビ朝日） - 坂下寧々 役
- 一年半待て（2010年12月8日、BS-TBS） - 須村亜希 役
- 渡る世間は鬼ばかり 最終シリーズ 第15回（2011年2月3日、TBSテレビ） - マリ 役
- 示談交渉人 ゴタ消し 第5話（2011年2月3日、読売テレビ） - 桜彩乃（幼少期） 役
- さよならぼくたちのようちえん（2011年3月30日、日本テレビ） - 持田美琴 役
- マルモのおきて 第3話 - 第10話（2011年5月8日 - 6月26日、フジテレビ） - 遠藤まなみ 役
- 美男ですね 第1話（2011年7月15日、TBSテレビ） - 青空学園の子ども 役
- 家政婦のミタ（2011年10月12日 - 12月21日、日本テレビ） - 阿須田希衣 役
- 名探偵コナンドラマスペシャル 工藤新一 京都新撰組殺人事件（2012年4月12日、読売テレビ） - 少女 役[40][41]
- コドモ警察（2012年4月17日 - 6月19日、毎日放送） - 林舞子 役[42][43]
  - コドモ警視 第6話・最終話（2013年2月26日・3月26日）
- サマーレスキュー〜天空の診療所〜（2012年7月8日 - 9月23日、TBSテレビ） - 平原桃花 役[44][45]
- 月曜ゴールデン（TBSテレビ）
  - 漬けモノ学者・竹之内春彦 京都殺人100選（2012年9月10日） - 葛之葉奈津子（幼少期） 役
  - 家庭教師が解く!2（2014年11月10日） - 三沢愛梨 役[46][47]
- 原宿ネストカフェ 第19回（2013年2月9日、TBSテレビ） - ルミ 役
- ドクターX〜外科医・大門未知子〜 第2期・第8話・最終話（2013年12月12日・19日、テレビ朝日） - 村田九留美 役[48][49]
- スケート靴の約束〜名古屋女子フィギュア物語〜（2013年12月25日、テレビ愛知） - 水元紗綾 役[50]
- 獣医さん、事件ですよ 第1話・第5話（2014年7月3日・31日、読売テレビ） - 浅野葵 役[51]
- 警部補・杉山真太郎〜吉祥寺署事件ファイル（2015年1月12日 - 3月23日、TBSテレビ） - 杉山美晴 役[52]
- 一千兆円の身代金（2015年10月17日、フジテレビ） - 篠田真由 役
- 瀬戸内少年野球団（2016年9月17日、テレビ朝日） - 波多野武女 役[53][54][55]
- 探偵少女アリサの事件簿（2017年1月28日、テレビ朝日） - 主演・綾羅木有紗 役[14][56][57]
- バイプレイヤーズ 〜もしも名脇役がテレ東朝ドラで無人島生活したら〜（2018年2月7日 - 3月7日、テレビ東京） - 花崎志麻子 役[58][59][60]
- おかえり〜とこわかの町・伊勢〜（2020年1月2日、東海テレビ[注 1]） - 主演・西川夏美 役[61][62][63]
- 陰陽師（2020年3月29日、テレビ朝日） - 露子姫 役[64]
- どうせもう逃げられない 第5話 - 最終話（2021年10月14日 - 11月12日、毎日放送） - 向坂翼 役[65]
- オクトー 〜感情捜査官 心野朱梨〜 第1話（2022年7月7日、読売テレビ） - 宇野渕咲子 役[66]
- Zドラマ（日本テレビ）
  - ばかやろうのキス（2022年8月6日 - 9月3日） - 天音もも 役[67]
  - 沼る。港区女子高生 第3話（2023年3月11日） - 天音もも 役
- 少年のアビス（2022年9月2日 - 10月21日、毎日放送） - 秋山朔子 役[68]
- 連続テレビ小説 らんまん 第123回 - 第130回（2023年9月20日 - 29日、NHK） - 槙野千鶴 役[69][70]
- ふたりソロキャンプ（2025年1月9日 - 2月27日、TOKYO MX） - 草野雫 役[71]

### 映画
- GANTZ PERFECT ANSWER（2011年4月23日、東宝） - 地下鉄の乗客 役
- きいろいゾウ（2013年2月2日、ショウゲート） - 妻利愛子（幼少期） 役[72][73][74]
- コドモ警察（2013年3月20日、東宝映像事業部） - 林舞子 役[75][76][77]
- ポプラの秋（2015年9月19日、アスミック・エース / シナジー） - 主演・星野千秋 役[13][78][79]
- 母と暮せば（2015年12月12日、松竹） - 風見民子 役[80][81][82]
- バイプレイヤーズ 〜もしも100人の名脇役が映画を作ったら〜（2021年4月9日、東宝映像事業部）
- きさらぎ駅（2022年6月3日、イオンエンターテイメント / ナカチカ） - 宮崎明日香 役[83]
- それいけ!ゲートボールさくら組（2023年5月12日、東京テアトル） - 嶋田七海 役[84]
- カーリングの神様（2024年11月8日、ラビットハウス） - 主演・清水香澄 役[85][86]
- きさらぎ駅 Re:（2025年6月13日、イオンエンターテイメント） - 主演・宮崎明日香 役[87][88]
- 愛されなくても別に（2025年7月4日、カルチュア・パブリッシャーズ） - 木村水宝石 役[89]

### 吹き替え
- ワン・デイ 23年のラブストーリー（2012年6月23日、アスミック・エース） - ジャスミン 役
- BFG: ビッグ・フレンドリー・ジャイアント（2016年9月17日、ウォルト・ディズニー・スタジオ・モーション・ピクチャーズ） - ソフィー 役[90][91][92]

### 劇場アニメ
- リズと青い鳥（2018年4月21日、松竹） - “リズ” / “少女” 役[93][94][95]

### テレビ番組

#### バラエティ番組
- オスカル!はなきんリサーチ（2016年10月7日 - 2018年12月21日、テレビ朝日） - MC[96]
- こやぶるSPORTS（2017年10月7日 - 2021年12月31日、関西テレビ） - アシスタント[97]
- バービーのHappy Pampee TV（2022年4月2日 - 2023年3月28日、BSJapanext）

特別番組
- イマドキ!才能発掘テスト〜あの人気のオシゴト大潜入SP〜（2017年10月24日、関西テレビ） - MC
- 有吉・望結ちゃんのお金発見 突撃!カネオくん（2018年9月8日、NHK総合） - 日直アシスタント・冠番組
- ABCお笑いグランプリ（朝日放送テレビ） - MC
  - 第44回（2023年7月9日）
  - 第45回（2024年7月7日）
  - 第46回（2025年6月29日）

#### 教育番組・スポーツ番組
- モジーズ&YOU（2012年4月8日 - 2014年9月28日、BSフジ） - ミユ 役 ※2013年4月よりMC[注 2][98][99]
- ドスルコスル（2017年10月12日 - 2018年3月8日・2019年4月11日 - 9月16日（以降リピート放送中）、NHK Eテレ） - コスル 役（声の出演）[100]
- バレエ☆プルミエール（2017年11月5日 - 2020年3月15日、WOWOW） - 進行

特別番組
- 第99回全国高校サッカー選手権大会16代目応援マネージャー[101]
  - 本田望結の高校サッカー魂（2021年1月、日本テレビほか） - 冠番組
- 都会のロキ アーバンスポーツ×物理学（2023年8月15日、NHK Eテレ・NHK BS4K） - MC

### WEB番組
- ドラマチックカバー特集 第3弾（2013年11月27日、UULA） - 主演・西田園子 役[102][103]
- 未来日記 シーズン2（2022年5月17日 - 31日、Netflix） - スタジオ

### ラジオ
- 青春アドベンチャー オーディオドラマ「カナコと加奈子のやり直し」（2022年3月21日 - 25日、NHK-FM） - 主演・イシイカナコ / 石井加奈子 役
- 本田望結のミユコレ!（2023年3月3日 - 9月29日、ニッポン放送） - パーソナリティ・冠番組[注 3][104]

### 舞台
- ちゃんぽん（2009年6月10日 - 13日、あうるすぽっと）[注 4][105]
- 音楽朗読劇アシガール（2023年8月5日） - 主演・速川唯 役

### アイスショー
- ONE PIECE ON ICE（2023年8月・9月） - ナミ 役

### CM
- 花王
  - 『メリット』（2010年2月26日 - ） - つくし 役
  - 『ハミングNeo』（2012年3月21日 - ）[106]
- StyleONE 企業CM（2010年4月 - ）
- カルピス（2010年4月23日 - ）
- ヤマザキビスケット
  - 『オレオ』（2010年7月8日 - ）
- ピザハット
  - 『モッチリーノ』（2010年 - 2011年）
- 読売新聞東京本社
  - 『読売KODOMO新聞』（2011年3月24日 - ）
- リオン
  - 『リオネット補聴器』（2011年4月 - ）
    - 「補聴器で生まれ変わる」 篇 (2020年4月4日 -) [107]
- エディオン 企業CM （2011年12月 - ）
- オリエンタルランド 東京ディズニーシー
  - 「ミッキーとダッフィーのスプリングヴォヤッジ」（2012年3月26日 - ）[108]
- 金冠堂
  - 『キンカン』（2012年4月）
- 三菱UFJニコス
  - 『DCカード』（2012年5月31日 - ）[109]
- ACジャパン 日本対がん協会
  - 「みんな大好きだから」（2012年7月 - ）
- 扇雀飴本舗
  - 『はちみつ100％のキャンデー』（2012年9月15日 - ）
- EQWELチャイルドアカデミー（2013年 - ）[110][111]
- グリコ乳業（現 : 江崎グリコ）
  - 『プッチンプリン』（2014年1月 - ）[112]
- 新日邦 808 FACTORY（2014年6月 - ）
- ブルボン
  - 「ゼリーシリーズ ゼリーキッチン春篇」（2017年4月4日 - ）
  - 「プチシリーズ」（2018年3月 - ）[113]
- エスビー食品「とろっとワンプレート」
  - 「子供の主張・チーズィ―チキン」篇（2018年3月27日 - ）[114]
  - 「ゴールデンカレー 副音声篇 バリ辛ぶら下がり」（2019年3月8日 - 20日）[115]
  - 「チーズ好きの熟成欧風カレー 副音声篇」（2019年3月23日 - 2021年4月7日）[116]
  - 「チーズ好きの濃厚トマトハヤシ 副音声篇」（2019年3月23日 - 4月7日）[116]
  - 「とろっとワンプレート ドリアミート 副音声篇」（2019年5月22日 - 6月3日）[117]
- カッパ・クリエイト「かっぱ寿司」（2018年4月27日 - ）[118]
- 敷島住宅（2018年7月1日 - ）[119]
- 鈴木ハーブ研究所（2021年3月29日 - ）[120]
- ふくいブランド米推進協議会「いちほまれ」（2021年10月1日 - ） - 妹・紗来と共演[121]
- はるやま商事 はるやまフレッシャーズ「おめありレディス編」（2023年1月12日 - ）

### 広告
- 『長ぐつをはいたネコ』 長ぐつ隊応援隊長（2012年1月）[122][123][124]

### MV
- Rake 4thシングル『フタリヒトツ』（2012年3月7日）[125]

### YouTube
- 本田姉妹やで（2020年6月8日 - ）

### ショートフィルム
- 星屑のステージ（2025年1月配信予定、Amazon Prime Video） - 主演・ヨーコ 役[126]

## 書籍

### 雑誌
- 小学二年生（2012年4月号 - 2013年3月号、小学館） - 表紙モデル

### 写真集
- 本田望結ふぉとぶっく『みゆ』（2013年12月20日、ワニブックス、ISBN 978-4-8470-4606-3）
- 本田望結 Emotional スピ/サン グラビアフォトブック (2019年7月22日、小学館)
- JUNIOR HIGH SCHOOL DAYS MIYU HONDA（2020年4月30日、小学館、ISBN 978-4-09-682332-3）[127]

## 作品

### CD
- カラフルNO.1 - 「パブー&モジーズ」「モジーズ&YOU」主題歌&挿入歌 うたって おどっちゃおう!（2013年2月20日、日本コロムビア）に収録

### 配信
- 1st Single「サクラクライ」作詞:本田望結/ U-key(BOOOST), 作曲:U-key, 編曲:Carlos K. / BOOOST（2021年6月9日、Blue Record)
- 2nd Single「Dilemma」作詞:本田望結/ J.Speaks(Blue Vintage), 作曲:UTA  (2021年8月7日、Blue Record)